# Моран, Дилан
Дилан Моран (англ. Dylan Moran; род. 3 ноября 1971) — ирландский актёр, комик, сценарист, писатель и режиссёр. Наиболее известен своими сатирическими выступлениями и участием в ситкоме Black Books, соавтором и актёром которого он является. Знаменит также своей работой с актёром Саймоном Пеггом в «Зомби по имени Шон» и «Беги, толстяк, беги».

## Биография
Дилан Моран родился 3 ноября 1971 года в Ан-Уавь, Графство Мит, Ирландия. Он посещал Классическую школу Святого Патрика, где уже начал давать юмористические выступления, и которую покинул в возрасте 16 лет. После ухода Моран провел четыре года безработным. В одно время работал флористом, но уволился, проработав неделю.
Моран начал серьёзно заниматься комедией в возрасте 20 лет после просмотра выступлений Ардала О’Хэнлона и других юмористов, выступавших в Dublin’s Comedy Cellar, небольшого клуба на пятьдесят мест. Там в 1992 он начал свои первые выступления, довольно неуверенные, но тем не менее имевшие успех. Через год он выиграл награду So You Think You’re Funny на юмористическом фестивале в Эдинбурге. В 1996, в возрасте 24 лет, Дилан Моран стал самым молодым юмористом, получившим награду Perrier Comedy Award. Через год состоялся его первый юмористический тур по городам Великобритании.
Свою первую роль на телевидении Моран получил в 1998 году, играя Яна Лионса в британском ситкоме How Do You Want Me?. В 1999 году он сыграл небольшую роль воришки Руфуса в фильме «Ноттинг Хилл». В 2000 году на экран вышел Black Books («Книжный магазин Блэка»). Образ Бернарда Блэка, мрачного, постоянно пьющего вино и курящего сигареты мизантропа, был полностью продуман Мораном. Второй сезон ситкома вышел в 2002 году, а третий, вышедший в 2004 году, пользовался большой популярностью как у критиков, так и у поклонников. В том же году Моран получил свою первую большую роль, играя Дэвида в комедии «Зомби по имени Шон».
О личной жизни Дилана Морана известно немного. Дилан женился на Элен Моран 6 сентября 1997 года в Лондоне, у них двое детей. Во время своего выступления в Санкт-Петербурге в 2012 году он упомянул, что девочке на тот момент было 14, а мальчику — 9 лет, а также рассказал, что в настоящее время он с семьей проживает в Эдинбурге.

## Фильмография
| Год           | Название                                | Тип                    | Замечания                                                         |
| ------------- | --------------------------------------- | ---------------------- | ----------------------------------------------------------------- |
| 1998          | Just for Laughs                         | Фестиваль пародий      |                                                                   |
| 1998          | How Do You Want Me?                     | ситком                 | Ян Лионс                                                          |
| 1999          | Ноттинг Хилл (фильм)                    | Фильм                  | Вор Руфус                                                         |
| 2000          | Ready, Steady...Cough                   | Тур                    |                                                                   |
| 2000-2004     | Black Books                             | ситком                 | Бернард Блэк. Данный ситком был удостоен премии BAFTA             |
| 2003          | Актеры                                  | Фильм                  | Том Кирк                                                          |
| 2004          | Зомби по имени Шон                      | Фильм                  | Дэвид                                                             |
| 2002 and 2004 | Monster 1-2                             | Тур                    |                                                                   |
| 2006          | Тристрам Шенди: История Петуха и Быка   | Фильм                  | Доктор Слоп                                                       |
| 2006          | Like, Totally                           | Тур                    |                                                                   |
| 2006          | Melbourne International Comedy Festival | Фестиваль пародий      |                                                                   |
| 2006          | Расскажи это рыбам                      | Короткометражный фильм | Финн                                                              |
| 2006          | The Secret Policeman’s Ball             | ситком                 |                                                                   |
| 2007          | Беги, толстяк, беги                     | Фильм                  | Гордон                                                            |
| 2008          | Фильм с моим участием                   | Фильм                  | Пирс                                                              |
| 2008          | The Three Fellas                        | Шоу                    | Дилан Моран, Ардал О'Хэнлон & Томми Тирнан, Ливерпульская Арена   |
| 2008-2010     | What It Is                              | Тур                    |                                                                   |
| 2009          | The Fellas Live!                        | Тур по городам Америки | Тур прошёл в Бостоне, Балтиморе, Чикаго, Филадельфии и Нью-Йорке. |
| 2011          | Yeah, Yeah                              | Тур                    |                                                                   |
| 2011          | Ловушка для невесты                     | Фильм                  | Чарли                                                             |
| 2012          | Хорошие вибрации                        | Фильм                  | Харп                                                              |
| 2014          | Голгофа                                 | Фильм                  | Майкл Фицжеральд                                                  |
| 2017          | Дядя                                    | Сериал                 | Марш                                                              |